# Paul Klee
Paul Klee (18. prosince 1879, Münchenbuchsee u Bernu – 29. června 1940, Muralto) byl švýcarský malíř, grafik a ilustrátor. Ovlivnil vývoj výtvarného umění ve druhé polovině 20. století.

## Život
Ačkoliv se Paul Klee narodil ve Švýcarsku, měl německou státní příslušnost. Otec Hans byl Němec, matka Ida rozená Fricková Švýcarka. Paul měl ještě o tři roky starší sestru Mathildu. Kleeovi byla hudební rodina. Otec učil v Bernu hudbu, matka vystudovala na konzervatoři zpěv. Jako sedmiletý začal Klee se studiem hry na housle a brzy se natolik zdokonalil, že už v jedenácti mohl hrát v bernské filharmonii. Blízký vztah k hudbě mu zůstal po celý život – dlouho se nemohl rozhodnout, zda se stane profesionálním hudebníkem nebo výtvarníkem.
V roce 1880 se rodina natrvalo usadila v Bernu, kde Klee chodil do základní školy a maturoval na tamní Městské literární škole. Po maturitě, v roce 1898, se rozhodl, že se stane malířem a odjel studovat do Mnichova. Na první pokus se na tamní Akademii nedostal, zapsal se proto do soukromé školy Heinricha Knirra.
V Mnichově se Klee od počátku pohyboval také v hudebních kruzích. Na jednom hudebním večeru poznal klavíristku Lily Štumpfovou (1876–1946). V roce 1901 se s ní tajně zasnoubil a v září 1906 si ji v Bernu vzal. O rok později se narodilo jejich jediné dítě, syn Felix (1907–1990). V prvních letech manželství se Klee staral o domácnost i o syna, zatímco Lily živila rodinu hodinami klavíru.

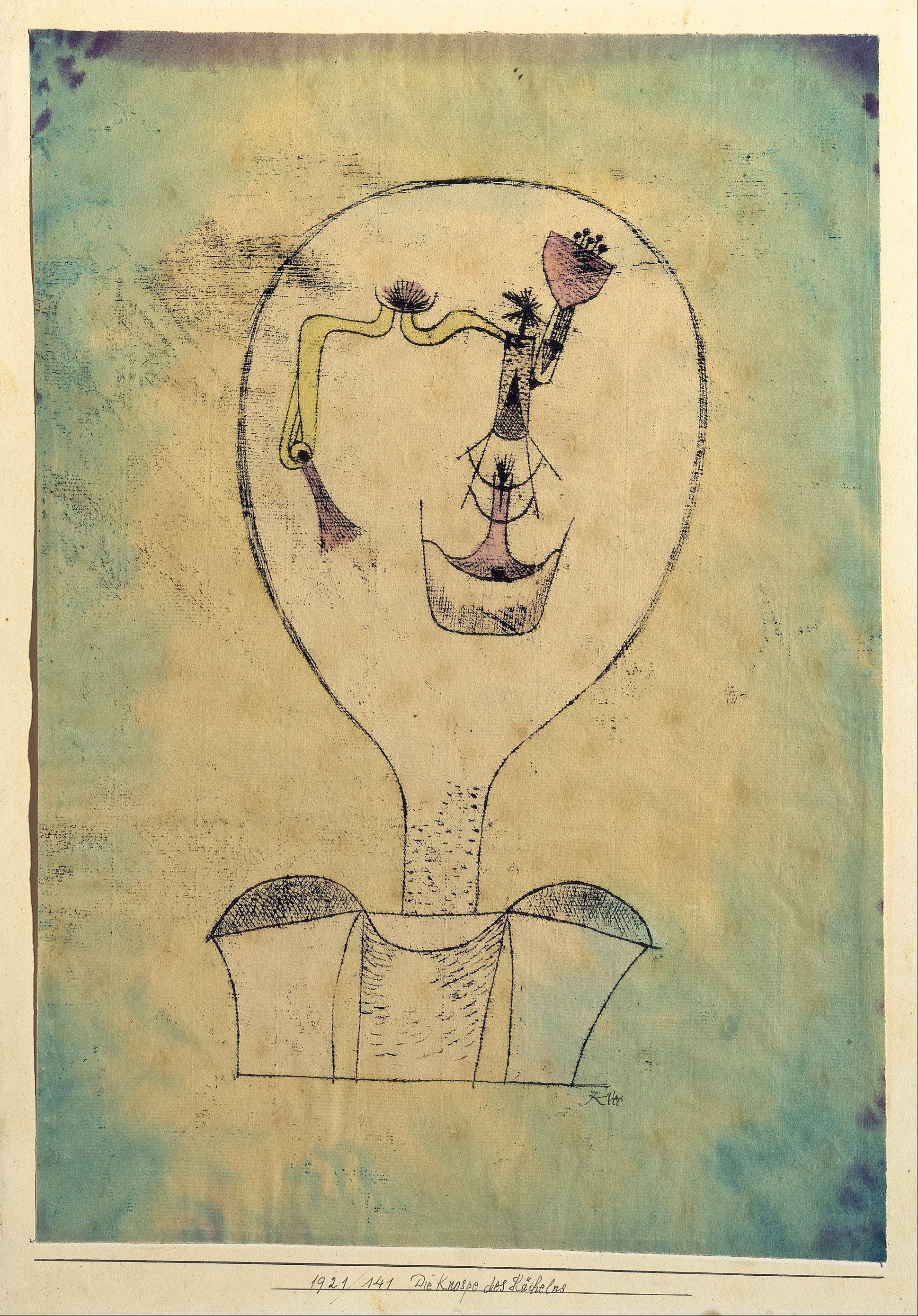
Počátek úsměvu (1921)

 Na mnichovskou akademii byl přijat v roce 1900. V Mnichově se seznámil s Vasilijem Kandinským, Alexejem Javlenským, Marianne Werefkinovou a dalšími členy budoucí skupiny Der Blaue Reiter (Modrý jezdec). Konzervativní způsob výuky však Kleeovi nevyhovoval a už roku 1901 akademii opustil. Od října až do května 1902 cestoval se svým přítelem ze studií, sochařem Hermannem Hallerem, po Itálii. V letech 1903–1905 žil u rodičů v Bernu. Obnovil své účinkování v houslové sekci tamního orchestru, psal divadelní kritiky a pracoval na sérii grafických listů s názvem Inventionen. V roce 1905 odjel do Paříže. Se soudobou tvorbou do kontaktu nepřišel, poznal ale díla impresionistů, Daumiera a Ensora, kteří ho zaujali. První samostatnou výstavu mu v roce 1910 uspořádalo Muzeum umění v Bernu. O rok později, když už žil v Mnichově, navázal kontakty se členy tamní umělecké skupiny Der Blaue Reiter, kam patřili mj. jeho dávní známí Kandinský, Javlenský, Werefkinová, ale i litoměřický rodák Alfred Kubin, Franz Marc či August Macke. V roce 1912 se 17 pracemi zúčastnil druhé kolektivní výstavy skupiny konané v Mnichově. Zároveň znovu navštívil Paříž. Tato cesta byla pro jeho výtvarný vývoj důležitá. Viděl obrazy Pabla Picassa a Henri Matisse. Osobně se poznal s Robertem Delaunayem, jehož používání barev na něj zapůsobilo.

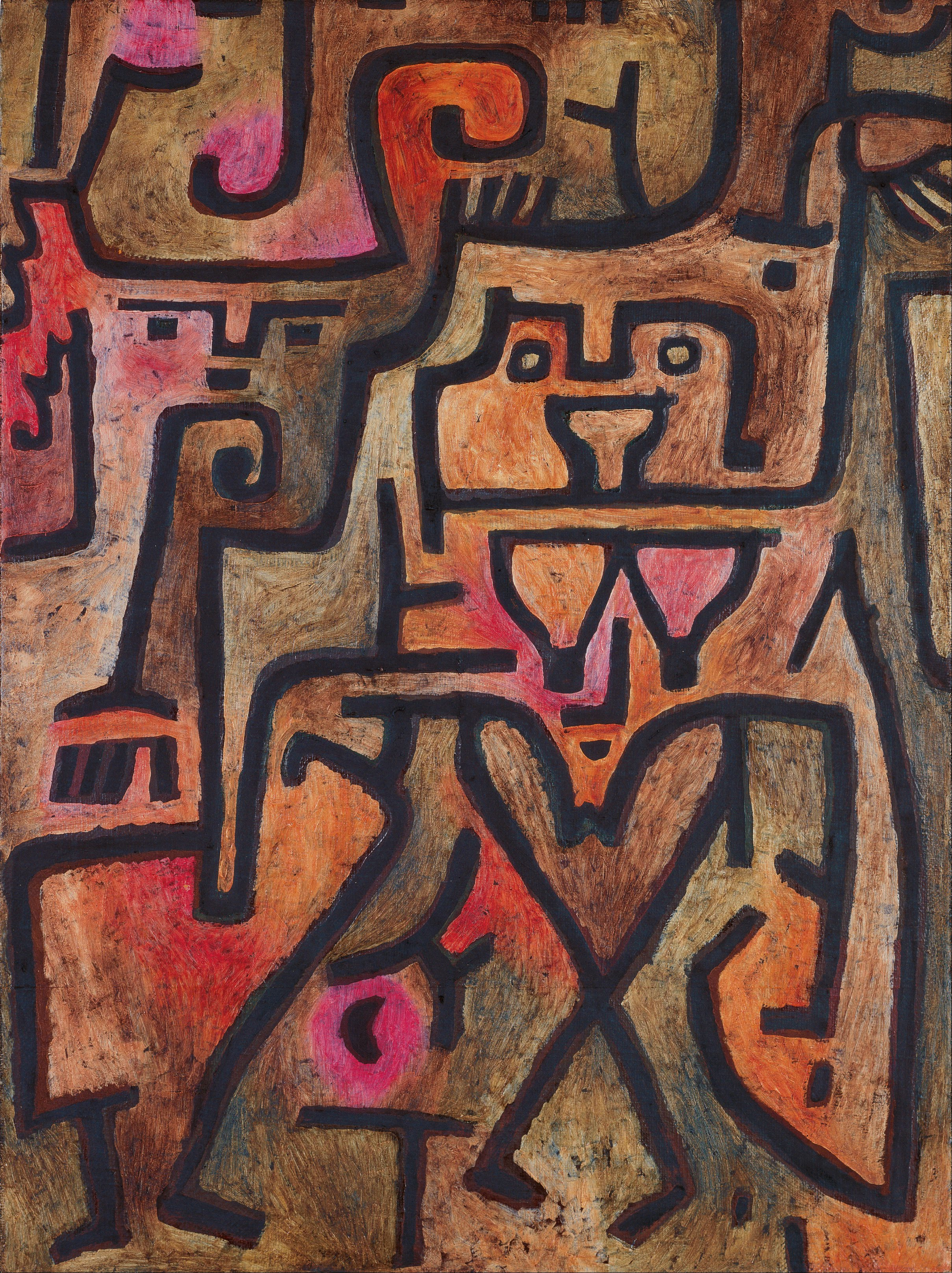
Lesní čarodějnice (1938)

Ve společnosti malířů Louise Moillieta a Augusta Macka navštívil v dubnu 1914 Tunisko, které ho okouzlilo barevností: „Barva se mne zmocnila; už se za ní nemusím honit, vím, že mě drží navždycky. To je smysl šťastného okamžiku: Barva a já jsme jedno. Jsem malíř.“ Přátelé postupně navštívili Tunis a Kairouan, kde všichni tři společně malovali. Pro Kleea měl pobyt v Tunisu zásadní význam, pro Macka byly obrazy zde vytvořené jedny z posledních, protože několik měsíců nato padl na frontě.
Povolávací rozkaz dostal Klee v březnu 1916, ve stejný den, kdy se dozvěděl o úmrtí svého přítele z řad malířů, Franze Marca. Přičiněním svého otce a vlivných přátel ale nebyl poslán na frontu, nýbrž k rezervní jednotce do Schleißheimu u Mnichova, kde maloval na letadla maskování. Od ledna 1917 byl přeložen do letecké školy v Gersthofenu, kde byl zařazen jako pokladníkův písař. Na obou působištích mohl malovat. Krátce před Vánoci 1918 byl Klee demobilizován a vrátil se do Mnichova.
Po první světové válce se Klee sblížil se surrealisty. V roce 1919 se prostřednictvím Maxe Ernsta seznámil s tvorbou de Chirica. Roku 1924 ho v Prvním manifestu surrealismu uvedl André Breton jako jednoho z výtvarníků, kteří mají k surrealismu blízko. Když v listopadu 1925 proběhla v pařížské Galerii Pierre první velká výstava malířů, kteří se k surrealismu hlásili, nechyběl mezi vystavovanými ani Klee. Klee ovšem, podobně jako např. Picasso, který byl na výstavě rovněž zastoupený, se za surrealistu nikdy nepovažoval.

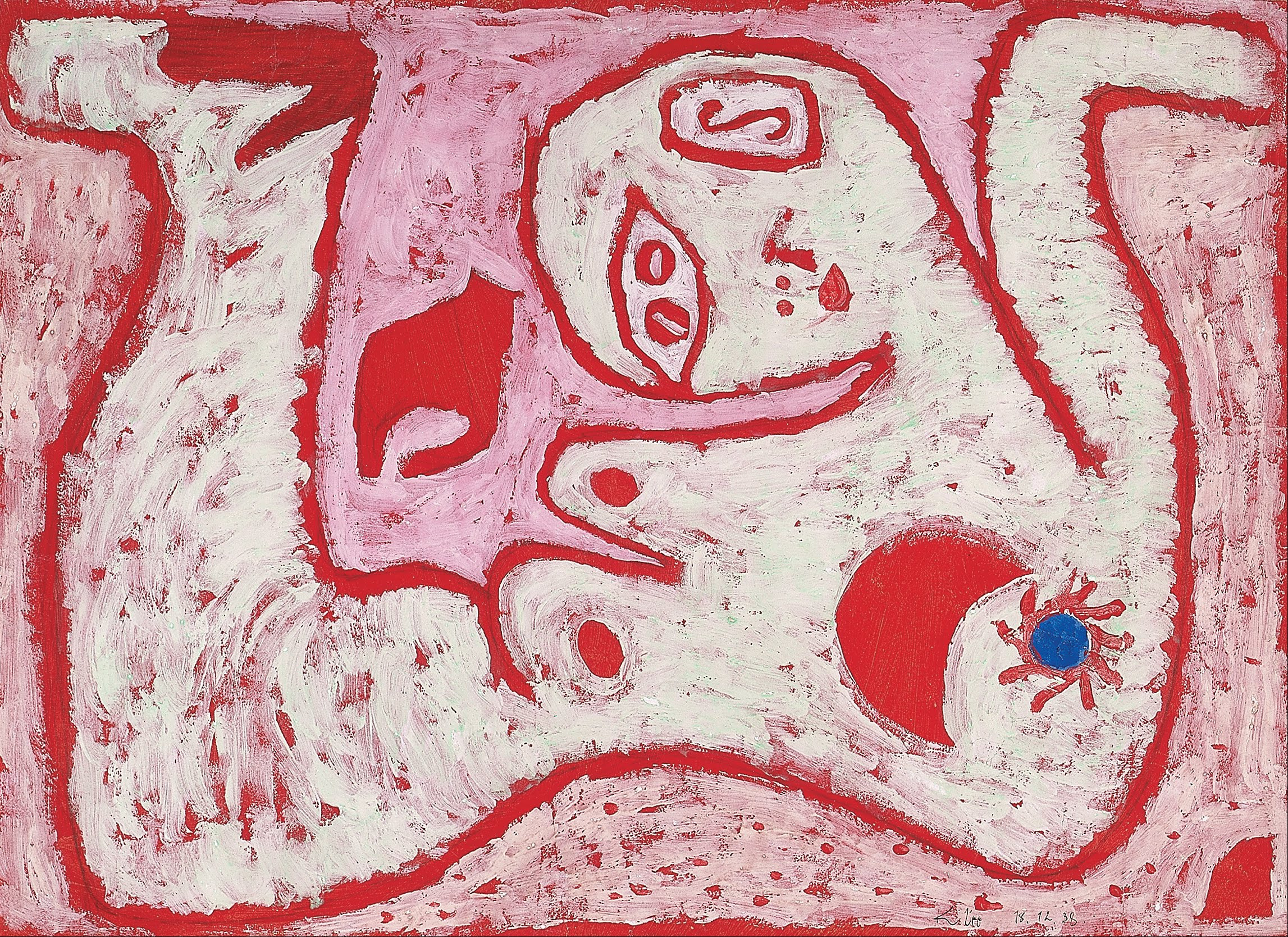
Žena pro bohy (1938)

Rok 1920 byl pro Kleea významný. V květnu proběhla v mnichovské galerii Hanse Goltze jeho první retrospektiva, na níž představil 362 svých prací. Doprovázena byla obsáhlým katalogem. Zároveň o něm vyšla první monografie z pera jeho obdivovatele Leopolda Zahna. A konečně v říjnu obdržel dopis od Waltera Gropiuse, v němž ho tento architekt žádal, aby nastoupil jako pedagog do jím založené školy s názvem Bauhaus. Klee dorazil do Výmaru v lednu 1921. Jeho syn Felix se stal nejmladším žákem školy.
V Bauhausu, kde se opět sešel s Kandinským, byl Klee zařazen do sboru mistrů. Měl na starosti nauku o výtvarných formách. Zpočátku se Klee s ideovými cíli Bauhausu zcela identifikoval a přesídlil s ním do Dessau, kam byla škola nucena se přestěhovat. V ediční řadě Bauhausu také publikoval některé teoretické práce, zejména Pedagogický skicář. Společně s Jawlenským a kolegy z Bauhausu Kandinským a Lyonelem Feiningerem založil roku 1924 Modrou čtyřku, s níž vystavoval v USA. Časem ale začal cítit, že mu vytíženost v Bauhausu brání ve vlastní tvůrčí činnosti. Postupně výuku omezoval, až v květnu 1930 podal výpověď.

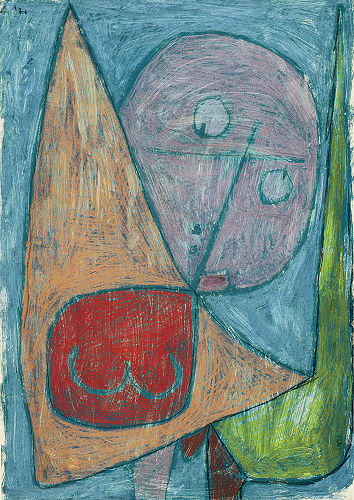
Anděl, ještě ženský (1939)

Jeho novým profesním působištěm se od podzimu 1931 stala akademie v Düsseldorfu. Klee zde neměl tak velký úvazek jako v Dessau, ale také zde působil – nikoliv vlastní vinou – jen mnohem kratší dobu. Roku 1933 byl nacisty označen za zvrhlého umělce a v květnu téhož roku na hodinu z akademie propuštěn. Jeho obrazy se nesměly vystavovat. Klee tušil, že by mohl být pro své levicové názory uvězněn. Ještě v listopadu proto i s manželkou a synem odjeli do Švýcarska a opět se usadili v Bernu. Zde mu roku 1935 místní Kunsthalle uspořádala velkou výstavu. V roce 1936 Kleeovi diagnostikovali progresivní sklerodermii, poměrně vzácnou a životu nebezpečnou nemoc. Jedná se o systémové autoimunitní onemocnění pojivové tkáně, jehož podstatou je abnormální reakce imunitního systému proti látkám tělu vlastním. Roku 1937 přijal Klee v Bernu postupně návštěvy tří významných umělců: Kandinského, Picassa a Braqua. V červenci téhož roku byla v Mnichově otevřená výstava Entartete Kunst (Zvrhlé umění), v níž nacistický režim vystavil obrazy umělců, kteří netvořili v duchu režimních estetických kritérií. Klee zde byl zastoupený 17 obrazy. V rámci akce, při níž bylo ze sbírek veřejných galerií odstraňováno vše, co odporovalo nacistickému vkusu, bylo státem zabaveno 102 Kleeových obrazů.
Když Klee zjistil, jakou trpí nemocí, jeho produktivita prudce poklesla. V posledních dvou letech života však, v tušení blízkého konce, pracoval s velkou intenzitou. Seznam jeho prací z roku 1939 čítá 1254 položek. Na jaře 1940 se Kleeův zdravotní stav zhoršil a malíř musel být hospitalizován. Zemřel 29. června 1940 na klinice sv. Anežky v Muraltu poblíž Locarna. Až po smrti manželky Lily byl v roce 1946 pohřben na Schlosshaldenském hřbitově v Bernu, kde je dnes jeho muzeum. Ještě v roce jeho úmrtí mu galerie v Bernu, Curychu a New Yorku uspořádaly velké vzpomínkové výstavy.

## Dílo

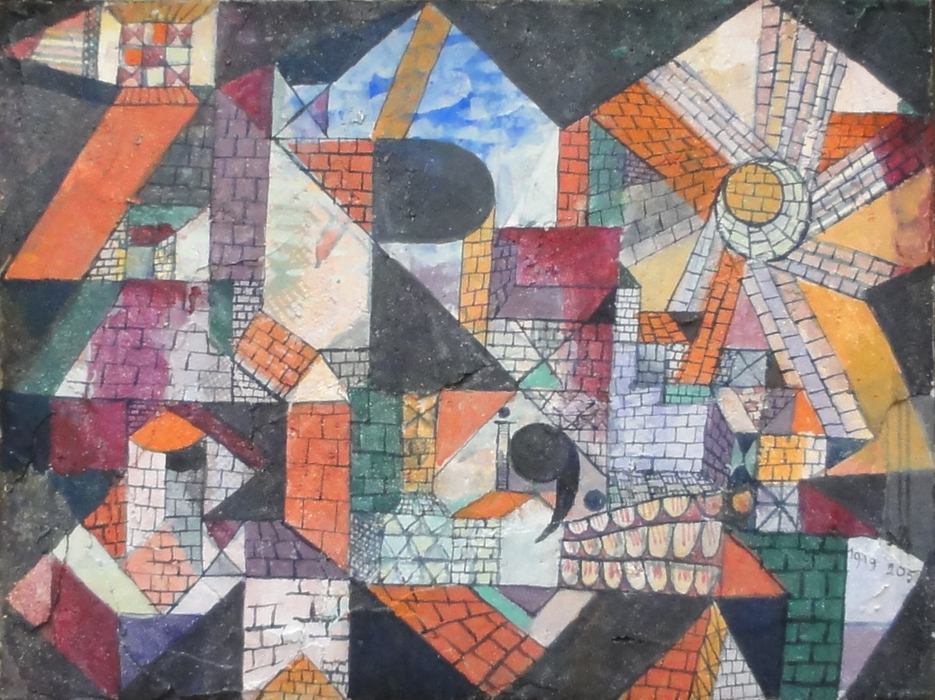
Město R (1919)

V roce 1911, kdy rovněž začal přepisovat svoje deníky z mládí, se Klee rozhodl zavést podrobnou evidenci svých prací. Všechny začal číslovat, přičemž každý rok měl svou samostatnou číselnou řadu. Soupis pořídil také zpětně, když do něj zařadil i některé kresby z dětství, které považoval za důležité. Uvnitř jednotlivých ročních číselných řad pak díla označoval ještě písmeny, označujícími tematiku obrázku nebo význam, který mu Klee přikládal. Velmi tím usnadnil práci budoucím autorům kompletního soupisu jeho prací.

Kleeovo dílo nelze jednoznačně zařadit do žádného výtvarného slohu. Odráží se v něm vývoj malířství první poloviny 20. století (expresionismus, kubismus, surrealismus, konstruktivismus, abstraktní umění) a ve 30. letech dokonce experimentoval s pointilismem. Zpočátku se cítil být více kreslířem než malířem, vytvářel lepty a podmalby na skle. Jak rozmanité jsou jeho obrazy, tak různé jsou i techniky, které používal, velmi často je kombinoval na jednom obraze. I podklady používal různé. Jednou to byl obyčejný papír, jindy lepenka, někdy juta, jindy zase plátno. Někdy lepil papír na lepenku. Na jednom obraze kombinoval např. temperu a olej, akvarel a kvaš, akvarel a čínskou tuš, dekalk a akvarel, jeho invence a vynalézavost byla veliká.

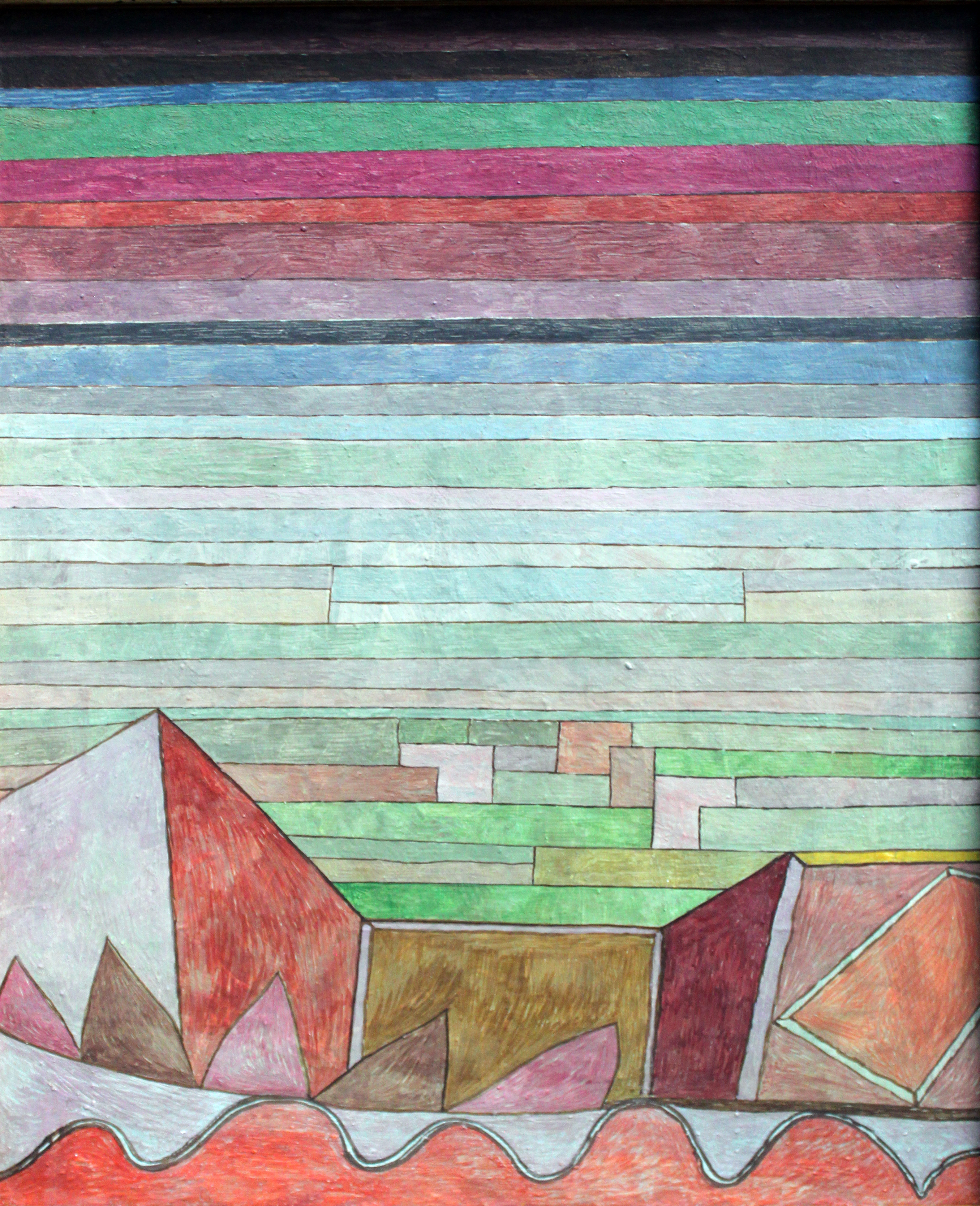
Pohled na plodnou zemi Anagorii (1932)

Jeho nejranější dochované práce jsou tužkou nakreslené studie krajin, na kterých je možné vycítit vliv impresionismu. Do roku 1912 vytvořil množství černobílých leptů. Nádech fantazie a satiry těchto obrázků naznačuje vliv jak soudobého expresionismu, tak takových mistrů grafiky, jakými byli Francisco Goya a William Blake. Opravdový zlom v jeho díle znamenala cesta do Tunisu v roce 1914. Tamní světelné poměry ho značně ovlivnily při nakládání s barvou. Tuniská cesta znamená začátek zralé fáze Kleeovy tvorby, v níž byl podle svých vlastních slov "posedlý barvou". Jeho malby a akvarely v příštích 20 letech se vyznačují mistrovským zvládnutím jemných, zasněných barevných harmonií, které používal k vytváření plochých, poloabstraktních kompozic. Některé z nich dokonce připomínají mozaiku. Klee byl také mistrovským kreslířem. Mnohé z jeho prací jsou složitými kresebnými liniemi, jejichž předmět postupně vyrůstal z malířovy fantazie nebo snění. O této své technice říkával, že si čáry bere na procházku.
Po roce 1935 se, zřejmě v důsledku nemoci, Kleeův styl změnil. Podklad maleb a kreseb tvoří tlumené barvy, na nichž se nacházejí silné tmavé linie. Obrazy mnohdy navozují atmosféru neklidu a vnitřního napětí. Po celou dobu malířovy tvorby byla v podtextu jeho prací hudba. Snažil se uplatnit pravidla hudební kompozice na konstrukci obrazů. Jeho obrazy také inspirovaly vznik několika hudebních skladeb. Kleeovo dílo ovlivnilo pozdní surrealisty 2. poloviny 20. století, stejně jako abstraktní expresionisty v USA a celý široký proud abstraktního umění.

## Klee a Čechy

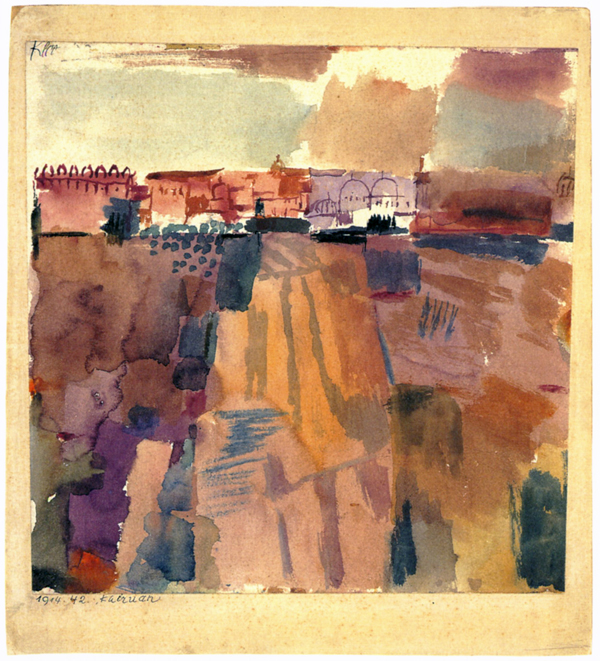
Kairun v Tunisu (1914)

Kleeovo dílo se do Čech dostalo prostřednictvím několika výstav a reprodukcí v časopisech. Poprvé měla česká veřejnost možnost vidět Kleeovy obrazy na třetí výstavě Tvrdošíjných, konané v lednu 1921 v Praze. Klee zde vystupoval v rámci umělecké skupiny Drážďanská secese, jejímž členem sice nebyl, ale s níž příležitostně vystavoval.
V roce 1928 založili německy hovořící pražští výtvarníci skupinu Prager Secession. Klee na jejích výstavách v letech 1931 a 1937 představil několik akvarelů. Jinou možnost spatřit Kleeovy práce v originálu představovala velká výstava Poesie 1932, pořádaná Spolkem výtvarných umělců Mánes. Byla sice orientovaná na domácí a zahraniční surrealismus, tolerantní koncepce výstavy však umožnila vystavit i taková díla, která se surrealismem souvisela jen okrajově. Kleeovy obrazy byly reprodukovány i v Revue Devětsilu, kterou začal Devětsil vydávat v roce 1927.

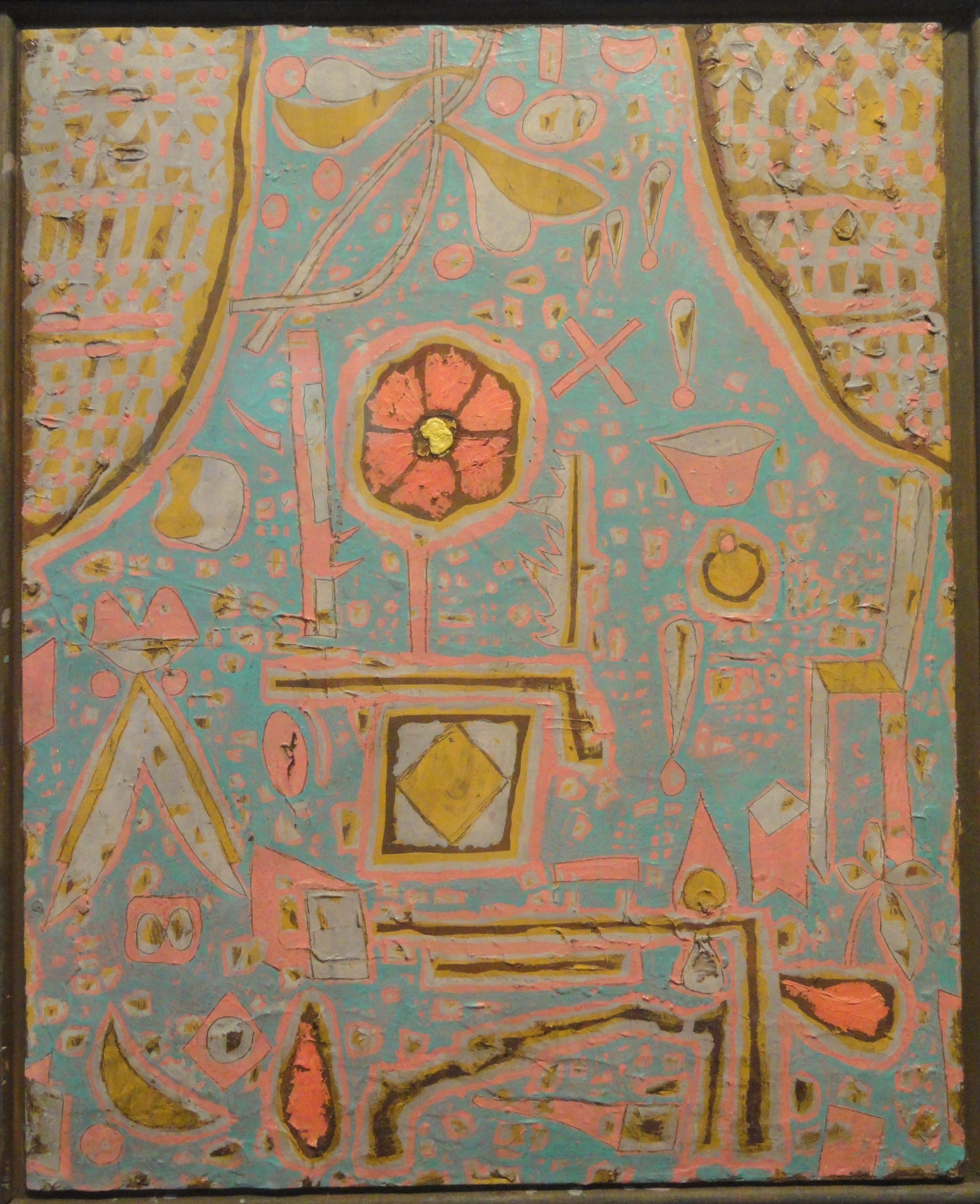
Efflorescence (1937)

Někteří čeští malíři v Kleeovi nacházeli inspiraci nebo jim byl blízký jeho výtvarný pohled na svět. Tak například některé obrazy Josefa Čapka z 20. let se Kleeově tvorbě blíží, totéž lze říci o raných obrazech Františka Hudečka z počátku 30. let. Malíř Václav Chad dokonce jeden ze svých obrazů z roku 1943, uložený nyní ve zlínské galerii, nazval Autoportrét, volně podle Kleea.
Kleem byli více či méně ovlivněni i soudobí čeští umělci. Četba Kleeova Pedagogického skicáře počátkem 60. měla podle vlastních slov Zdeňka Sýkory značný vliv na jeho uvažování o dělitelnosti výtvarné struktury. Na Kleea navazoval ve své tvorbě Pavel Sukdolák, hlásí se k němu i Jiří Anderle. Jeho obrazy andělů inspirovaly architekta Zdeňka Fránka při tvorbě projektu Modlitebny církve bratrské v Černošicích.

## Výstavy za života (výběr)
- 1910 Kunstmuseum Bern – první samostatná výstava.
- 1912 2. výstava skupiny Der Blaue Reiter v galerii Hanse Goltze v Mnichově. Klee vystavil 17 prací.
- 1916 Galerie Der Sturm v Berlíně – Kleeovo dílo se poprvé dobře prodávalo.
- 1920 Galerie Hanse Goltze v Mnichově – retrospektiva s 362 obrazy.
- 1926 1. skupinová výstava surrealistů v Galerii Pierre v Paříži.
- 1929 Kronprinzenpalais (Palác korunního prince) v Berlíně – velká výstava při příležitosti 50. narozenin.

Galerie Alfred Flechtheim Berlín – 150 obrazů.
- 1935 Kunsthalle Bern.

## Galerie

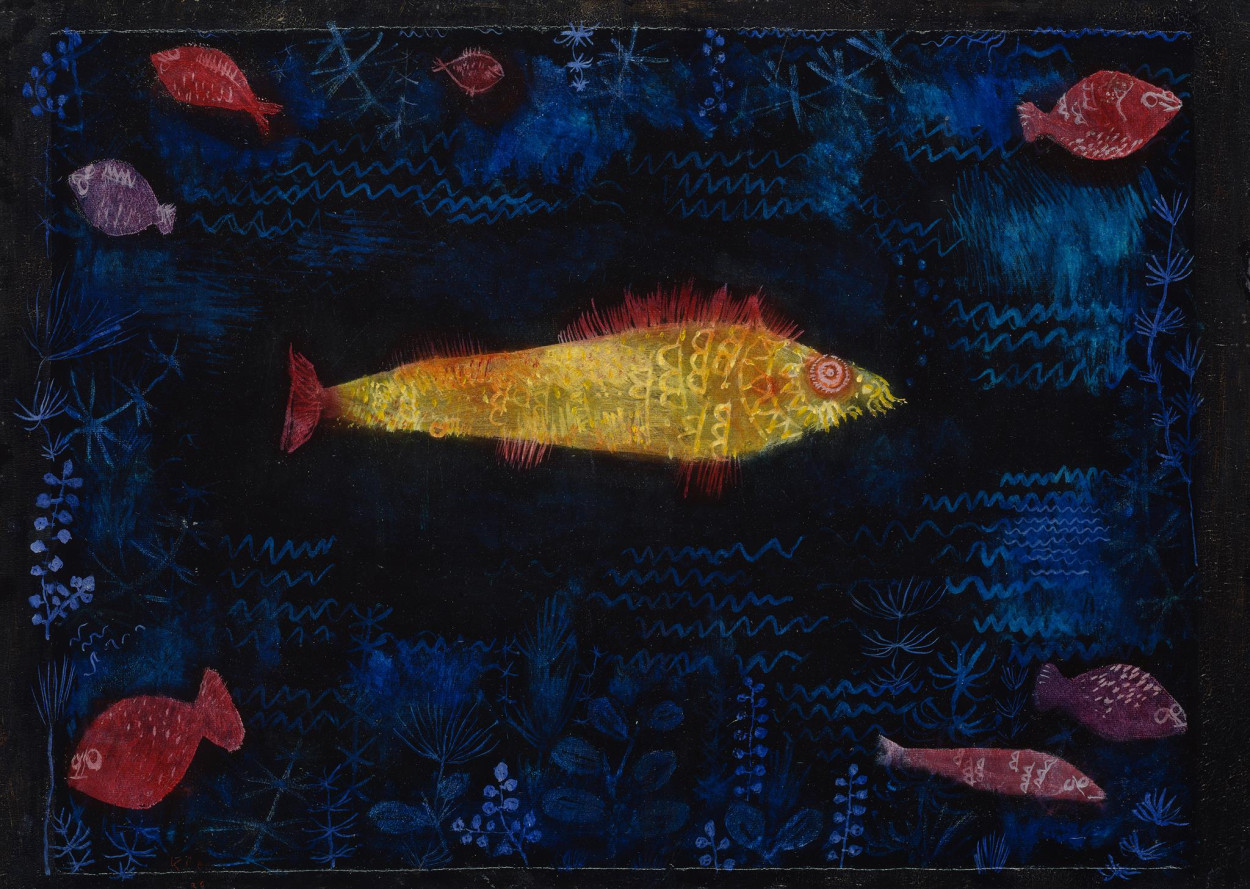
Der Goldfisch (Zlatá rybka), 1925
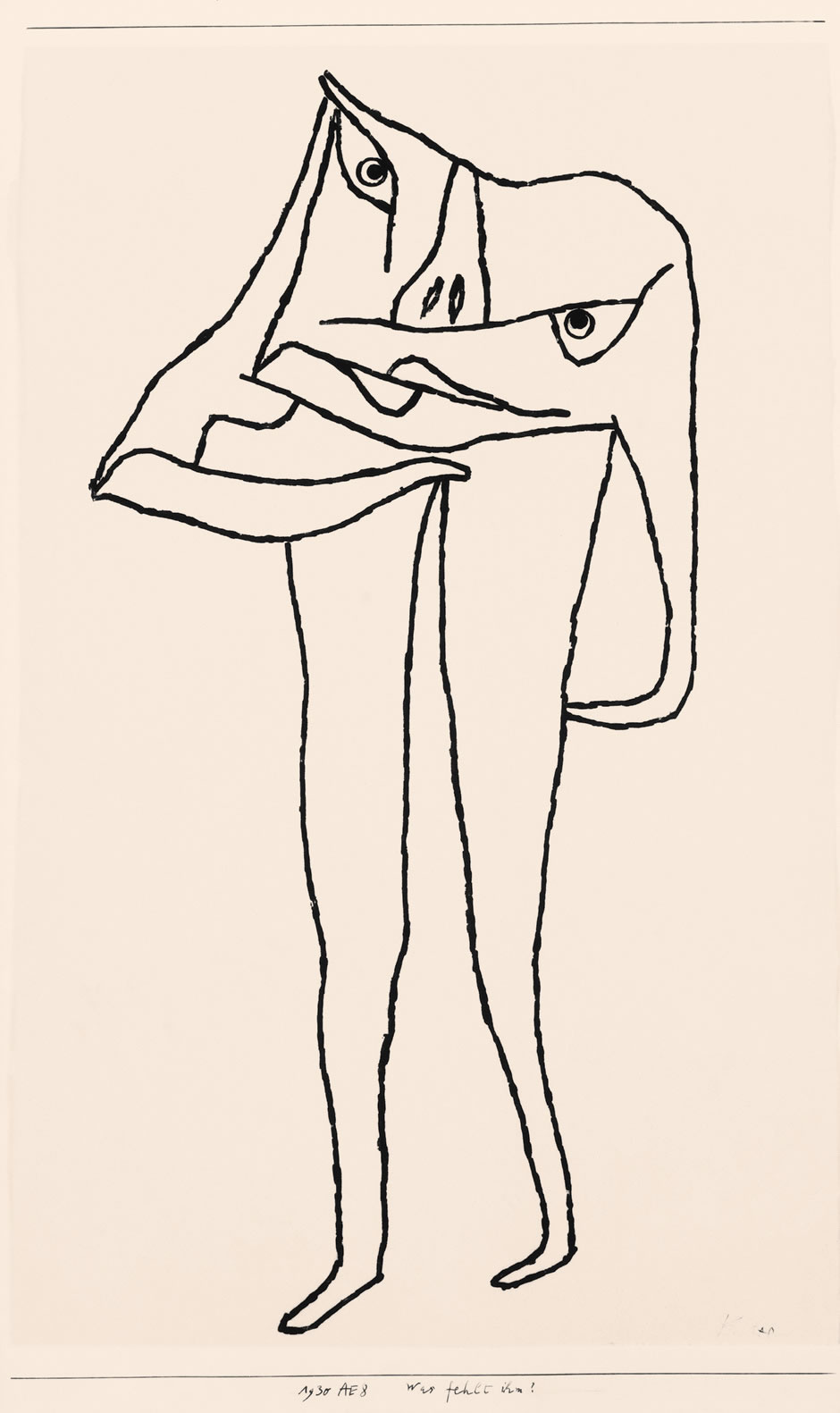
Was fehlt ihm? (Co mu chybí?), 1930
Revolution des Viadukts (Revoluce viaduktu), 1937
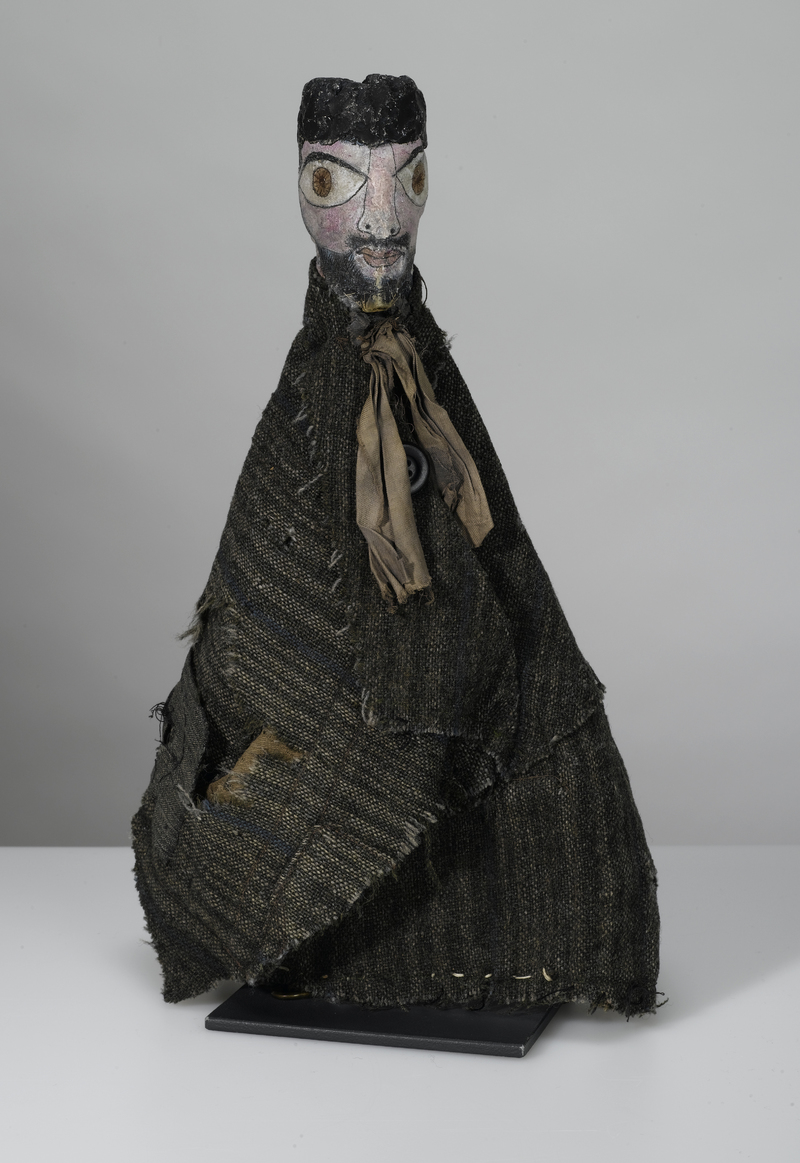
Ruční loutka bez názvu (autoportrét), 1922

## Citáty

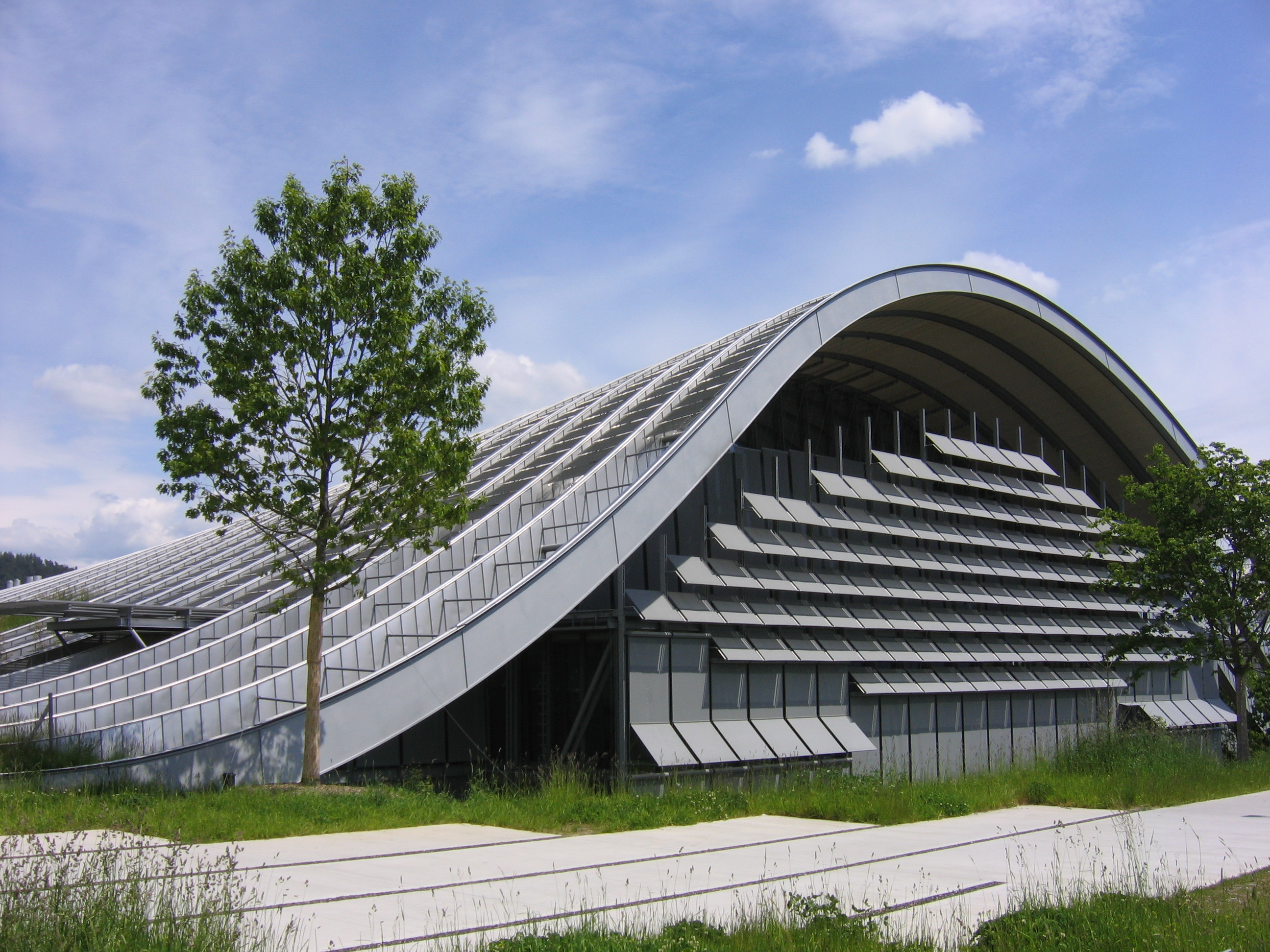
Centrum P. Klee v Bernu

„Zdůrazňovat jen to krásné mi připadá, jako kdyby si matematika všímala jen kladných čísel.“
„Čím hroznější je tento svět (jako například nyní), tím abstraktnější je naše umění, kdežto šťastný svět produkuje umění tady a teď.“
„Umění nereprodukuje viditelné, nýbrž činí viditelným.“

#### Vlastní spisy
- Klee, Paul, Čáry, Odeon, Praha 1990, ISBN 80-207-0112-5.
- Klee, Paul, Deníky, Obelisk, Praha 1969.
- Klee, Paul, Pedagogický náčrtník, Triáda, Praha 2013, ISBN 978-80-87256-83-1.
- Klee, Paul, Vzpomínky, deníky, esej, Arbor vitae, Praha 2000, ISBN 80-901964-9-7.
- Regel, Günther (ed.), Paul Klee. Kunst-Lehre. Aufsätze, Vorträge, Rezensionen und Beiträge zur bildnerischen Formlehre, Reclam Verlag Leipzig, Leipzig 1991, ISBN 978-33-79002-17-2.

#### Monografie, sborníky a výstavní katalogy
- Dennison, Lisa, Paul Klee at the Guggenheim Museum, Guggenheim Museum, New York 1993, ISBN 978-08-92071-07-4.
- Geelhaar, Christian, (ed.), Paul Klee: Das Werk der Jahre 1919-1933, Gemälde, Handzeichnungen, Druckgraphik, Museen der Stadt Köln, Köln 1979 (výstavní katalog).
- Glaesemer, Jürgen (ed.), Paul Klee: Leben und Werk, Verlag Gerd Hatje, Stuttgart 1987, ISBN 3775702415.
- Grohmann, Will, Paul Klee, DuMont-Literatur-und-Kunst-Verlag, Köln 2003, ISBN 978-38-32172-84-8.
- Huggler, Max, Paul Klee: Die Malerei als Blick in den Kosmos, Huber Verlag, Frauenfeld 1969.
- Kruszynski, Anette (ed.), Paul Klee – im Zeichen der Teilung: Die Geschichte zerschnittener Kunst Paul Klees 1883–1940, Verlag Gerd Hatje, Stuttgart 1995, ISBN 978-37-75705-48-6 (výstavní katalog).
- Schulz-Hoffmann, Carla (ed.), Paul Klee: Wachstum der Nachtpflanzen, Vogelarten, Staatsgalerie Moderner Kunst München, München 1992 (výstavní katalog).
- Paul Klee: Catalogue Raisonné. Úplný soupis Kleeova díla vydávala od roku 1998 Nadace Paula Klee v Bernu. Závěrečný 9. díl vyšel v roce 2014.